# Căcuciu
Căcuciu – wieś w Rumunii, w okręgu Marusza, w gminie Beica de Jos. W 2011 roku liczyła 175 mieszkańców.